# یواس‌اس لا والت (دی‌دی-۴۴۸)
یواس‌اس لا والت (دی‌دی-۴۴۸) (به انگلیسی: USS La Vallette (DD-448)) یک کشتی بود که طول آن ۳۷۶ فوت ۳ اینچ (۱۱۴٫۶۸ متر) بود. این کشتی در سال ۱۹۴۲ ساخته شد.